# Chris Broderick
Chris Broderick (Lakewood, 6 de març de 1970) és un guitarrista conegut per haver sigut membre de la banda de thrash metal Megadeth. Antigament, va ser músic de sessió i va col·laborar en àlbums de Nevermore i Jag Panzer, amb els quals va col·laborar en els seus quatre últims àlbums.

## Biografia
Chris va començar a tocar la guitarra als 11 anys, amb estils que anaven des de la música clàssica al rock, el blues i el jazz, arribant a practicar catorze hores al dia durant la seua adolescència. També té formació en guitarra clàssica. Normalment, sol tocar amb guitarres de marca Ibanez de 7 cordes.
Broderick és conegut per la seua particular forma de tocar la guitarra fent tapping a 8 dits.
El 13 de gener de 2008, va ser presentat oficialment com nou guitarrista de Megadeth després de l'eixida del grup de Glen Drover a causa de problemes personals.

## Equipament
Guitarres
- Ibanez RG1527
- Ibanez RGA Custom

Amplificadors
- ENGL SE EL34
- ENGL with G12H 30 Celestion speakers

Accessoris
- Jim Dunlop 1.35 sharpie picks
- Ernie Ball Slinky strings
- Ibanez Weeping Demon Wah Pedal
- Planet Waves Chromatic Tuner